# ヘンリー・ペティ＝フィッツモーリス (第3代ランズダウン侯爵)
第3代ランズダウン侯爵ヘンリー・ペティ＝フィッツモーリス（英: Henry Petty-Fitzmaurice, 3rd Marquess of Lansdowne, KG, PC, FRS、1780年7月2日 - 1863年1月31日）は、イギリスの政治家、貴族。
首相を務めた初代ランズダウン侯爵ウィリアム・ペティの次男。1802年に庶民院議員に当選して政界入り。1809年に兄ジョン・ペティから爵位を継承して貴族院議員に転じる。ホイッグ党内の穏健派閥の指導者として、ホイッグとトーリーの党派対立が曖昧になりがちだった19世紀前期から中期のイギリス政界で超党派的な貴族院指導者として重きをなし、トーリー党自由主義派やホイッグ党の政権において財務大臣(在職1806年-1807年)、内務大臣(在職1827年-1828年)や枢密院議長(在職1830年-1834年、1835年-1841年、1846年-1852年)などの閣僚職を歴任した。ヴィクトリア女王からも信頼され、政治危機のたびに元老として様々な諮問を受けた。
父が侯爵に叙せられた1784年から兄から爵位を継承する1809年までは侯爵のヤンガーサンとして卿（Lord）の儀礼称号で称された。
20世紀初頭に外務大臣を務めた第5代ランズダウン侯爵ヘンリー・ペティ＝フィッツモーリスは孫にあたる。

## 経歴

### 生い立ち
首相を務めた初代ランズダウン侯爵ウィリアム・ペティとその後妻ルイーザ（初代アッパー・オソリー伯爵ジョン・フィッツパトリックの娘）の間の長男(先妻の子も入れると次男)としてロンドン・バークレー・スクウェアのランズダウン・ハウスで生まれる。異母兄に第2代ランズダウン侯爵となるジョン・ペティがいる。
ウェストミンスター・スクールとエジンバラ大学を経てケンブリッジ大学トリニティ・カレッジを卒業した。

### 政界へ
1802年から1806年にかけてカルネ選挙区から選出されてホイッグ党所属の庶民院議員を務めた。1806年から1807年まではケンブリッジ大学選挙区、1807年から1809年にかけてはキャメルフォード選挙区から選出された。
1809年11月に異母兄である第2代ランズダウン侯爵ジョン・ペティの死去により、第3代ランズダウン侯爵位を継承し、庶民院から貴族院議員に転じた。1818年には従兄弟の第3代ケリー伯爵フランシス・トーマス＝フィッツモーリスの死去によりケリー伯爵の爵位も継承し、姓も「ペティ＝フィッツモーリス」と改称した。
1780年代から1830年までホイッグ党は長い野党生活を送っていたが、その間の1806年から1807年に短期間のホイッグ党政権が成立しており、この際に彼は財務大臣として入閣している。

### 親トーリーのホイッグ政治家として
ホイッグ党は、1806年にチャールズ・ジェイムズ・フォックスが死去した後にはいくつかの党派に分裂していた。その中でランズダウン侯爵は比較的与党トーリー党寄りの派閥を率いていた。1827年4月に成立したジョージ・カニング内閣はトーリー党政権ながらトーリーが分裂状態だったため、一部ホイッグの協力を必要とした。カニングは自由貿易推進とカトリック解放で意見が一致するホイッグ党のランズダウン侯爵派に協力を要請し、ランズダウン侯爵もこれを了承し、第6代カーライル伯爵やジョージ・ティアニーら自派閥議員とともに入閣した。ランズダウン侯爵ははじめ無任所相として入閣していたが、1827年7月には内務大臣となる。
1827年8月にカニングが急死。国王ジョージ4世の独断によりゴドリッチ子爵に組閣の大命が下った。またホイッグ嫌いのジョージ4世はこれ以上ホイッグの影響やカトリック解放の機運が大きくならないよう、トーリー党「プロテスタント派」のジョン・チャールズ・ヘリスを入閣させようとしたが、ヘリスの入閣にはランズダウン侯爵が強く反対し、一時ランズダウン侯爵派が政権から離脱するムードもあったが、結局ゴドリッチ子爵がランズダウン侯爵派に多めに閣僚職・政務次官職を割り当てたことで、ランズダウン侯爵派も一応満足して政権に留まった。しかしヘリスを迎えた内閣は閣内対立を深め、国王ジョージ4世との対立も深刻化し、1828年1月には総辞職に追い込まれた。

### ホイッグ政権の枢密院議長
ジョージ4世は後任としてナポレオン戦争の英雄ウェリントン公爵に組閣の大命を下したが、ウェリントン公爵はカトリック解放に反対だったため、ランズダウン侯爵は協力を拒否して自派閥とともに下野した。
その後はホイッグ党内の他派閥との連携を深めていき、トーリー党政権の打倒を目指した。野党の結束は進み、1830年11月にはウェリントン公爵内閣を倒閣してグレイ伯爵を首相とするホイッグ党政権を誕生させることに成功した。ランズダウン侯爵はこの内閣と続く第一次メルバーン子爵内閣に枢密院議長として入閣した。
首相グレイ伯爵がホイッグ党内の対トーリー強硬派だったのに対してランズダウン侯爵はトーリー党寄りの右派だったが、一度トーリーと連立した「前科」から遠慮がちで、グレイ伯爵に対して強い態度を取れなかったという。その結果、グレイ伯爵は第一次選挙法改正をはじめとする多くの改革を成し遂げることができたが、ランズダウン侯爵らも徐々に警戒感を強めていき、ホイッグ党内の党内対立は激化していった。結局1834年7月にグレイ伯爵は辞職することになった。続く第一次メルバーン子爵内閣でもランズダウン侯爵は枢密院議長として残留しているが、同内閣は国王ウィリアム4世と対立を深めて11月には総辞職した。
その後、短期間の保守党（トーリー党が改称）政権を挟んで、1835年4月に第二次メルバーン子爵内閣が発足。ランズダウン侯爵は再び枢密院議長として入閣し、政権が崩壊する1841年まで務めた。

### 貴族院ホイッグ党の指導
メルバーン子爵は、首相退任後の1842年に病により政界の第一線から退いた。以来ホイッグ党は、庶民院ホイッグをジョン・ラッセル卿が、貴族院ホイッグをランズダウン侯爵が指導するという両院別個の二党首体制に移行した。保守党の牙城である貴族院にあってランズダウン卿は院内に党派を超えた幅広い人脈を構築し、その後のホイッグ党政権の大きな柱となる。ただしジョン・ラッセル卿が改革派だったのに対して、ランズダウン侯爵は改革に乗り気ではなく、しばしばジョン・ラッセル卿を掣肘した。
メルバーン子爵政権後に政権を担当していた保守党政権の第二次サー・ロバート・ピール准男爵内閣は、1845年末に穀物法廃止をめぐって自由貿易派と保護貿易派に分裂した。この際にピールが総辞職を表明し、ホイッグのジョン・ラッセル卿に大命が下ったが、穀物法廃止にも政権奪還にも慎重だったランズダウン侯爵が積極的に協力せず、その結果、ジョン・ラッセル卿は組閣を断念することになり、ピールが再任している。

### 女王の元老としての活躍
結局ピールは穀物法廃止と差し違えで辞職し、1846年7月にピール派（保守党から離脱した旧保守党自由貿易派）の閣外協力を受ける第一次ジョン・ラッセル卿内閣が発足した。この内閣にもランズダウン侯爵は枢密院議長として入閣した。1851年2月には急進派のピーター・キングの選挙法改正をめぐる政府案の修正動議がピール派の欠席で可決され、ラッセルが辞表を提出し、保守党党首スタンリー卿（同年6月にダービー伯爵位を継承）に組閣の大命が下るも、保守党も少数党で党がまとまっていなかったため、スタンリー卿が大命を拝辞するという政治危機が発生した。この際に元老政治家である保守党のウェリントン公爵とホイッグ党のランズダウン侯爵の二人がヴィクトリア女王からの諮問に応じて危機の収束に活躍した。女王は二人の助言に基づいてラッセルに再度大命を与えた。
1852年9月にウェリントン公爵が死去すると、女王にとってランズダウン侯爵は唯一の元老となった。

### アバディーン伯爵内閣の重鎮
1851年12月にパーマストン子爵が外相を解任され、翌1852年2月にパーマストン子爵と彼の派閥のホイッグ議員が造反し、ジョン・ラッセル卿内閣は総辞職した。代わってダービー伯爵の保守党政権が発足するも少数与党政権であるため、野党三派（ホイッグ党、ピール派、急進派）の間ですぐにも倒閣機運が高まった。ただジョン・ラッセル卿とパーマストン子爵のホイッグ二巨頭の対立が続いていたため、保守党政権打倒後の首相の選定が悩ましかった。そうした中でジョン・ラッセル卿からもパーマストン子爵からも信頼されているランズダウン侯爵が首相として適任と考えられるようになった。第7代ベッドフォード公爵フランシス・ラッセル（ジョン・ラッセル卿の兄）らホイッグ貴族が中心となってランズダウン侯爵を首相に据える「ランズダウン計画（Landsdowne Project）」が推進された。
1852年12月に保守党の予算案は否決され、ダービー伯爵は女王に辞表を提出した。女王はランズダウン侯爵に大命を与えようと彼をオズボーン・ハウスに召集したが、この時期ランズダウン侯爵は痛風を病んで静養中であり、オズボーン・ハウスまで行くことができなかった。当時72歳だった彼は首相就任どころか政界引退を希望していた。女王から辞退するなら適任と思う首相を推薦するよう求められたランズダウン侯爵はピール派のアバディーン伯爵を推挙し、女王はその推挙に従ってアバディーン伯爵に大命を下している。
アバディーン伯爵内閣の閣僚人事も難航した。ピール派や急進派は強硬外交家のパーマストン子爵の外務大臣就任に反対しており、一方パーマストン子爵は外相以外のポストは受けないと主張していた。ランズダウン侯爵はパーマストン子爵を説得し、ついに内務大臣ポストで納得させた。内閣が無事発足させられる見込みとなるとランズダウン侯爵は政界引退しようとしたが、アバディーン伯爵やジョン・ラッセル卿から慰留されたために折れ、無任所大臣としてアバディーン伯爵内閣に入閣することになった。
同内閣でジョン・ラッセル卿は選挙法改正を推し進めようとしたが、パーマストン子爵がそれに反対し、パーマストンが辞職を表明する事態にまで陥った。この政治危機もクリミア戦争の勃発とランズダウン侯爵の仲裁のおかげで延期という形で収束させることができた。

### パーマストン子爵内閣成立への尽力
クリミア戦争が泥沼に陥り、国内でも選挙法改正延期に不満を抱いたジョン・ラッセル卿が造反して危機的状態に陥っていく中、アバディーン伯爵は1855年1月末に女王に辞表を提出した。女王は2月1日にランズダウン侯爵を召集し、誰を首相にするべきか諮問した。ランズダウン侯爵は「ラッセルを首相にすればピール派が協力しないし、パーマストンを首相にすればラッセルが協力しない」という見解を示したうえで、第4代クラレンドン伯爵を首相、ラッセルは爵位を与えて貴族院へ移して貴族院院内総務、パーマストンは庶民院院内総務にすることを提案したが、女王も王配アルバートも嫌がり、ランズダウン侯爵の首相就任を求めた。ランズダウンは高齢と痛風を理由にそれを拝辞しつつ、後任の首相を推挙できるよう調整を行う旨を約束した。
調整の結果ランズダウンは、ラッセルに自ら首相職を断念させてパーマストン内閣を成立させる必要性を感じた。女王にその旨を奏上して2月3日にもラッセルに組閣の大命を下させた。そしてラッセルがピール派とホイッグ党の大半から組閣への協力を拒否されて、大命を拝辞したところで、2月4日にパーマストンに大命を下させた。このランズダウンの気転のおかげでピール派もラッセルも協力を約束した第一次パーマストン子爵内閣を発足させることができた。
パーマストン子爵内閣発足を機にランズダウンは今度こそ政界引退を希望したが、パーマストンと女王から慰留されたため、貴族院院内総務のみを辞して、無任所大臣として内閣に留まることになった。貴族院における与野党調整役として彼は不可欠だった。この第一次パーマストン内閣が倒閣された1858年2月になってようやくランズダウン卿は希望通り、政界の第一線から退くことができた。

### 死去
この後、死去するまでの5年間は、女王の諮問を受けたり、政治危機収束のために駆け回るといったこともなく、ウィルトシャーのボーウッドで静かな余生を送ることができた。1863年1月31日にボーウッド・ハウスで死去した。83歳だった。
死去に際して『タイムズ』紙は「ウェリントン公爵の死後、もっとも傑出した貴族がランズダウン侯爵であった。彼は女王の相談役であり、政党政治の限界を超えた問題に関して常に助言を求められ、その判断と中庸な姿勢によってあらゆる党派が盲目的に追従した」という賛辞を送った。
野党党首ダービー伯爵は2月5日の貴族院での演説においてランズダウン侯爵について「ホイッグだけではなく、いずれの党派からも愛され、信頼されていた」と論評した。

## 栄典

### 爵位
1809年11月15日に兄ジョン・ペティの死により以下の爵位を継承した。
- サマセット州における第3代ランズダウン侯爵 (3rd Marquess of Lansdowne, in the County of Somerset)
(1784年12月6日の勅許状によるグレートブリテン貴族爵位)
- ウェックスフォード県における第4代シェルバーン伯爵 (4th Earl of Shelburne, in the County of Wexford)
(1753年6月26日の勅許状によるアイルランド貴族爵位)
- バッキンガム州におけるチッピング・ウィコムの第3代ウィコム伯爵 (3rd Earl Wycombe, of Chipping Wycombe in the County of Buckingham)
(1784年12月6日の勅許状によるグレートブリテン貴族)
- 第4代フィッツモーリス子爵 (4th Viscount Fitzmaurice)
(1751年10月7日の勅許状によるアイルランド貴族爵位)
- 第3代キャルネ＝キャルストン子爵 (3rd Viscount Calne and Calston)
(1784年12月6日の勅許状によるグレートブリテン貴族爵位)
- 第4代ダンケロン男爵 (4th Baron Dunkeron)
(1751年10月7日の勅許状によるアイルランド貴族爵位)
- バッキンガム州におけるチッピング・ウィコムの第4代ウィコム男爵 (4th Baron Wycombe, of Chipping Wycombe in the County of Buckingham)
(1760年5月17日の勅許状によるグレートブリテン貴族)

1818年7月4日に従兄弟叔父フランシス・トマス＝フィッツモーリスの死により以下の爵位を継承。
- 第4代ケリー伯爵 (4th Earl of Kerry)
(1722年1月17日の勅許状によるアイルランド貴族爵位)
- 第4代クランモーリス子爵 (4th Viscount Clanmaurice)
(1722年1月17日の勅許状によるアイルランド貴族爵位)
- 第24代ケリー＝リックナウ男爵 (24th Baron of Kerry and Lixnaw)
(1223年頃創設アイルランド貴族爵位)

### 勲章
- 1836年2月5日、ガーター騎士団(勲章)ナイト（KG）[28]

### その他
- 1806年2月5日、枢密顧問官（PC）[29]
- 1811年4月4日、王立協会フェロー[30]

## 家族
1808年に第2代イルチェスター伯爵ヘンリー・フォックス＝ストラングウェイズの娘ルイーザ・エマ・フォックス＝ストラングウェイズと結婚。彼女との間に以下の4子を儲けた。
- 第1子（長女）ルイーザ・ペティ＝フィッツモーリス嬢（?-1906年）
- 第2子（長男）ウィリアム・ペティ＝フィッツモーリス（1811年-1836年） ： ケリー伯爵の儀礼称号を使用。父に先立って死去。
- 第3子（次男）ヘンリー・ペティ＝フィッツモーリス（1816年-1866年） ： 第4代ランズダウン侯爵位を継承。
- 第4子（三男）ベンティンク・イェルバートン・ペティ＝フィッツモーリス閣下（1855年-1892年）